# Belg der Belgen
Als Belg der Belgen bezeichnet man eine 2005 von der belgischen Zeitung Het Nieuwsblad durchgeführte Abstimmung, um die größten Belgier aller Zeiten zu ermitteln. Die Aktion basiert auf "100 Greatest Britons" von der BBC. Das deutsche Gegenstück nennt sich Unsere Besten.

## Die 10 Besten
1. Damian de Veuster (Katholischer Missionar)
2. Eddy Merckx (Radrennfahrer)
3. Paul Janssen (Wissenschaftler)
4. Peter Paul Rubens (Maler)
5. Jacques Brel (Sänger)
6. Jan Decleir (Schauspieler)
7. Ernest Claes (Autor)
8. René Magritte (Maler)
9. Adolphe Sax (Instrumentenbauer)
10. Victor Horta (Architekt)

## De Grootste Belg
Im selben Jahr 2005 wurde auch in Brüssel vom niederländischsprachigen belgischen Sender VRT und vom französischsprachigen belgischen Sender RTBF unabhängig voneinander in entsprechenden Sendeformaten "der größte Belgier" ermittelt. 
Die Endergebnisse sahen folgendermaßen aus:
| VRT | RTBF |
| --- | --- |
| 1. Pater Damiaan 2. Paul Janssen 3. Eddy Merckx 4. Ambiorix 5. Adolf Daens 6. Andreas Vesalius 7. Jacques Brel 8. Gerardus Mercator 9. Peter Paul Rubens 10. Hendrik Conscience | 1. Jacques Brel 2. Balduin I. von Belgien 3. Pater Damiaan 4. Eddy Merckx 5. Schwester Emmanuelle 6. José Van Dam 7. Benoît Poelvoorde 8. Hergé 9. René Magritte 10. Georges Simenon |

Die beiden Tabellen demonstrieren deutlich die Unterschiedlichkeiten der beiden Landeshälften. Während die Flamen sich eher auf historische Personen der Kunst und Wissenschaft einigten (Vesalius, Mercator, Rubens), entschieden sich die Französischsprachigen mit Filmmachern, Comic-Zeichnern und Krimi-Autoren (Poelvoorde, Hergé, Simenon) für die leichte Unterhaltung.
Bezeichnend ist auch, dass beim RTBF der frühere König Balduin auf den zweiten Platz kam, der bei VRT überhaupt nicht erscheint. Umgekehrt ist der von den Flamen auf den vierten Platz gewählte Freiheitskämpfer Ambiorix, eine Art "belgischer Asterix", der Cäsar die Stirn bot, bei RTBF überhaupt nicht vertreten. 
Der einzige Belgier, der auf beiden Seiten etwa gleich hohes Ansehen genießt, ist diesem Ergebnis zufolge Eddy Merckx.

## Quelle
- www.nieuwsblad.be, Stand: 8. Oktober 2008